# Capra aegagrus
La cabra salvaje (Capra aegagrus) es una especie de mamífero artiodáctilo de la subfamilia Caprinae, ampliamente distribuido desde Europa y Asia Menor hasta Asia Central y el Oriente Medio. Es un ancestro de la cabra doméstica, considerada una subespecie de esta, Capra aegagrus hircus.

## Subespecies
- Capra aegagrus aegagrus
- Capra aegagrus blythi
- Capra aegagrus chialtanensis
- Capra aegagrus creticus
- Capra aegagrus hircus
- Capra aegagrus turcmenica
- Capra aegagrus pictus